# Орден «За хоробрість»
Орден «За хоробрість» (болг. Орден «За храброст») — державна нагорода Болгарського князівства, а з 1908 року — Болгарського царства. Орден було започатковано Указом князя Олександра Баттенберга 1 січня 1880 року для заохочення військовослужбовців, які проявили мужність та героїзм на полі бою. Орден мав Великий хрест, 4 ступені та 2 класи для нагородження офіцерів, а також 4 солдатських ступені. Військовим священикам та музикантам, що проявили відвагу та самопожертву на полі бою, вручалась нагорода без мечів.
Орден було ліквідовано 15 вересня 1946 року після приходу до влади в Болгарії комуністичного уряду.
Орден «За хоробрість» було відновлено, з деякими змінами, 13 червня 2003 року й нині є державною нагородою Республіки Болгарії.

## Положення про нагороду
Орден призначений для нагородження військовослужбовців, які проявили мужність, героїзм і тих, хто здійснив подвиги на полі бою. Орден вручається тільки у воєнний час.

## Опис
Орден «За хоробрість» мав чотири основні ступені, один спеціальний ступінь і чотири ступені хреста:

### Великий хрест
Є п'ять емісій, що відрізняються між собою:
- Перша Баттенбергівська емісія 1886 року
- Друга Баттенбергівська емісія
- Перша Фердинандівська емісія
- Друга Фердинандівська емісія
- Третя Фердинандівська емісія

### Знаки ордена
| Орден «За хоробрість» | Орден «За хоробрість» | Орден «За хоробрість» | Орден «За хоробрість» | Орден «За хоробрість» | Орден «За хоробрість» | Орден «За хоробрість» |
| Великий хрест         | I ступінь             | II ступінь            | III ступінь, 1-й клас | III ступінь, 2-й клас | IV ступінь, 1-й клас  | IV ступінь, 2-й клас  |
| --------------------- | --------------------- | --------------------- | --------------------- | --------------------- | --------------------- | --------------------- |
|                       |                       |                       |                       |                       |                       |                       |
|                       |                       |                       |                       |                       |                       |                       |

### Військовий хрест «За хоробрість»
Нагороди для «нижчих чинів», тобто сержантів та рядових були запроваджені одночасно з офіцерськими. I-й та II-й ступені були позолоченими, а III-й та IV-й ступені — посрібленими. Окрім того, військові хрести були меншими за офіцерські за розміром (33-34 мм), із більш вузькою стрічкою. Ступені розрізнялись між собою наявністю чи відсутністю поперечної стрічки, краї якої були роздвоєні.

емісія 1912, 1915 роківемісія 1912, 1915 років
емісія 1917 рокуемісія 1917 року

|  |  |  |  |
|  |  |  |  |

## Республіканський орден «За хоробрість»

### Положення про нагороду
Ст. 9. 

(1) Орденом «За хоробрість» нагороджуються військові та цивільні особи за мужність і героїзм на користь болгарського суспільства й держави.

### Опис
Орден «За хоробрість» носиться на блакитній стрічці та має три ступені — перший, другий і третій, а також дві категорії — з мечами (вручається військовим особам) та без мечів (вручається цивільним особам), носиться на грудях:
1. перший ступінь: золотий хрест, вкритий білою емаллю, на лицьовому боці в середині хреста — золотий лев у круглому медальйоні, вкритому червоною емаллю, й напис колом: ЗА ХРАБРОСТ (болг. За хоробрість), на зворотному боці хреста медальйон забарвлений у кольори болгарського національного прапора та має напис колом: РЕПУБЛИКА БЪЛГАРИЯ (болг. Республіка Болгарія);
2. другий ступінь: срібний хрест, вкритий червоною емаллю, на лицьовому боці в середині хреста — золотий лев у круглому медальйоні, вкритому червоною емаллю, й напис колом: ЗА ХРАБРОСТ, на зворотному боці хреста медальйон забарвлений у кольори болгарського національного прапора та має напис колом: РЕПУБЛИКА БЪЛГАРИЯ;
3. третій ступінь: бронзовий хрест, на лицьовому боці в середині хреста — круглий медальйон із левом і написом колом: ЗА ХРАБРОСТ, на зворотному боці хреста медальйон має схематичне зображення кольорів болгарського національного прапора, й напис колом: РЕПУБЛИКА БЪЛГАРИЯ;
4. перший, другий і третій ступені ордена мають блакитну стрічку, носяться на грудях та мають категорію з мечами.

Орденом «За хоробрість» з мечами нагороджуються військові особи:
1. першим ступенем — вищі офіцери — генерали та адмірали;
2. другим ступенем — офіцери;
3. третім ступенем — сержанти й солдати.[2]

### Знаки ордена
|  |  |  |
|  |  |  |
|  |  |  |

## Цікаві факти

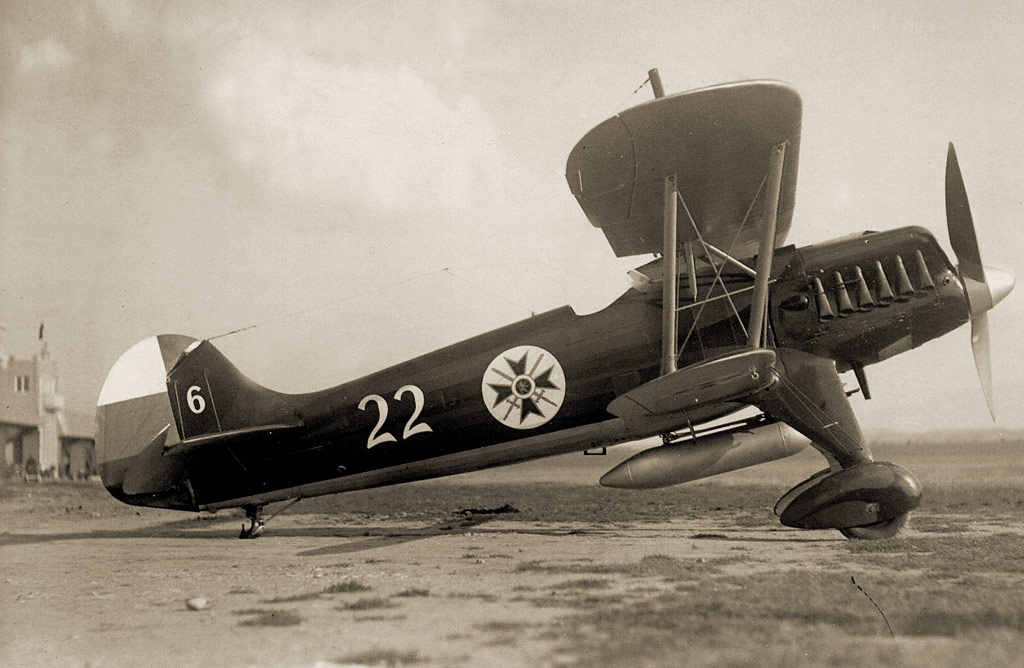
Винищувач Heinkel He-51B «Сокіл» ВПС Болгарії

З 1937 до 1940 року зображення знаку ордена «За хоробрість» IV ступеня I-го класу використовувалось як розпізнавальний знак ВПС Болгарії, імовірно, за аналогією із «Залізним хрестом» — традиційною емблемою ВПС Німеччини.